# Kitty Carlisle
Kitty Carlisle (Nueva Orleans, 3 de septiembre de 1910-Manhattan, Nueva York, 17 de abril de 2007) fue una actriz y cantante estadounidense.

## Biografía
En 1935 interpretó el personaje de Rosa Castaldi en Una noche en la ópera, comedia de los hermanos Marx. En 1987 trabajó en una de sus últimas películas con el director Woody Allen en la película Días de radio. Ocupó el cargo de presidenta del New York State Council on the Arts de 1976 a 1996. En 1991 recibió del presidente estadounidense George H. W. Bush la Medalla Nacional de las Artes.

## Trayectoria
Nacida en el seno de una familia de la burguesía judía de Nueva Orleans, el padre de Kitty fue un ginecólogo que falleció cuando ella tenía 10 años mientras su madre (una mujer notable) soñaba con brillar en la alta sociedad gentil. Con el deseo de casarla con algún miembro de la realeza del Viejo Continente envió a Kitty a ampliar estudios en Europa. Corría por aquel entonces el año 1921 y la joven era una de esas Flapper alegres, desinhibidas y modernas de las que habló F. Scott Fitzgerald. Nada que ver con los planes que la madre tenía para ella. De nuevo en Estados Unidos, Kitty Carlisle se da a conocer como intérprete de operetas en Broadway. La violación de Lucrecia (ópera) de 1932 de Benjamin Britten fue el primero de aquellos títulos. Murder at the Vanities (El crimen del Vanities, en español), un musical dirigido por Mitchell Leisen, supuso su debut frente a las cámaras. En mayor o menor medida la filmografía de la actriz habría de desarrollarse siempre dentro de los parámetros de este mismo género. Así, compartió cartel con Bing Crosby en She Loves Me Not (Ella no me quiere, en español) dirigida por Elliott Nugent en 1934 y Here is my Heart (Aquí esta mi corazón, en español), que Frank Tuttle dirigió ese mismo año. Fue una de las actrices que actuó con los Hermanos Marx en la película Una noche en la ópera dirigida por Sam Wood en 1935. No hay duda, su creación de Rosa Castaldi en aquella maravilla de Sam Wood fue el personaje que convirtió a esta intérprete de breve filmografía en merecedora del culto cinéfilo. Tras la ya citada colaboración con Wood, la actividad cinematográfica de Kitty se interrumpió hasta la siguiente década. Cuando regresó en 1943 se puso a las órdenes de Edward C. Lilley para protagonizar Lacerny with Music (Hurto con música, en español). Tras aquel nuevo musical no volvería a trabajar para el cine hasta que en 1987 fue reclamada por Woody Allen para interpretarse a sí misma dando vida a una de las cantantes en la película Días de radio. Sin embargo fue su perfecta actuación en el papel de Rosa Castaldi la que en el año 1991 le valió ser distinguida por el presidente George H. W. Bush con la  Medalla Nacional de las Artes.
Murió en 2007 por insuficiencia cardiaca en su residencia en Manhattan. Fue enterrada junto a su marido, Moss Hart, en el Cementerio Ferncliff, en Hartsdale, Nueva York.

## Filmografía
- El crimen del Vanities (1934)
- She Loves Me Not (1934)
- Here Is My Heart (1934)
- Una noche en la ópera (1935)
- Larceny with Music (1943)
- Hollywood Canteen (1944)
- Días de radio (1987)
- Seis grados de separación (1993)
- Atrápame si puedes (2002)